# Carl and the Passions - "So Tough"
Albums de The Beach Boys
Surf's Up
(1971) Holland
(1973)
Carl and the Passions - "So Tough" est le dix-huitième album du groupe The Beach Boys, sorti en 1972. Il voit l'arrivée au sein du groupe du bassiste Blondie Chaplin et du batteur Ricky Fataar et le départ de Bruce Johnston. Plus orienté blues et rock que les albums précédents des Beach Boys, Carl and the Passions reçoit un accueil mitigé à sa sortie.

## Titres

### Face 1
| No | Titre                                                              | Durée |
| -- | ------------------------------------------------------------------ | ----- |
| 1. | You Need a Mess of Help to Stand Alone (Brian Wilson, Jack Rieley) | 3:27  |
| 2. | Here She Comes (Ricky Fataar, Blondie Chaplin)                     | 5:10  |
| 3. | He Come Down (Al Jardine, Brian Wilson, Mike Love)                 | 4:41  |
| 4. | Marcella (Brian Wilson, Tandyn Almer, Jack Rieley)                 | 3:54  |

### Face 2
| No | Titre                                                 | Durée |
| -- | ----------------------------------------------------- | ----- |
| 1. | Hold On Dear Brother (Ricky Fataar, Blondie Chaplin)  | 4:43  |
| 2. | Make It Good (Dennis Wilson, Daryl Dragon)            | 2:36  |
| 3. | All This Is That (Al Jardine, Carl Wilson, Mike Love) | 4:00  |
| 4. | Cuddle Up (Dennis Wilson, Daryl Dragon)               | 4:43  |

## Musiciens
- Blondie Chaplin : guitare, basse
- Ricky Fataar : batterie
- Al Jardine : chant
- Mike Love : chant
- Brian Wilson : chant, claviers
- Carl Wilson : chant, basse, guitare, claviers
- Dennis Wilson : chant, claviers